# Lake Arthur (Luisiana)
Lake Arthur é uma cidade  localizada no estado americano de Luisiana, na Paróquia de Jefferson Davis.

## Demografia
Segundo o censo americano de 2000, a sua população era de 3007 habitantes.
Em 2006, foi estimada uma população de 2910, um decréscimo de 97 (-3.2%).

## Geografia
De acordo com o United States Census Bureau tem uma área de
6,3 km², dos quais 4,8 km² cobertos por terra e 1,5 km² cobertos por água.

## Localidades na vizinhança
O diagrama seguinte representa as localidades num raio de 24 km ao redor de Lake Arthur.